# نقطة عطل مفردة

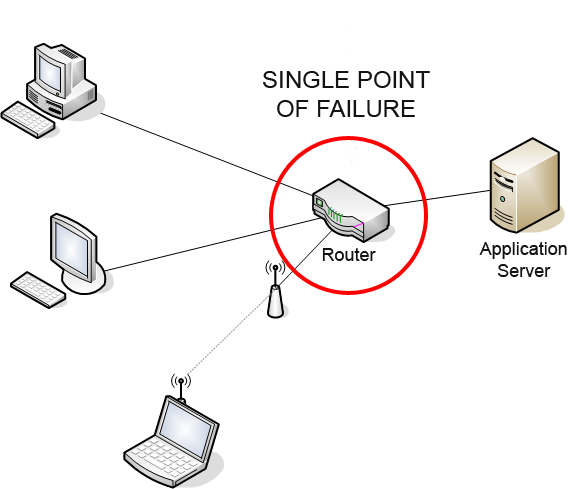
فشل الموجّه في هذه الشبكة سوف يؤدي إلى فشل كامل الشبكة.

نقطة عطل مفردة أو نقطة انهيار حاسمة (بالإنجليزية: single point of failure)‏ وتُدعى اختصاراً SPOF، هي جزء من نظام ما، إذا فشل هذا الجزء، فإن كامل النظام سوق يتوقف عن العمل. إنّ نقاط العطل المفردة غير مرغوبة في أي نظام يتطلب وثوقية عاليّة، سواء كان برمجية تطبيقية أو نظام عمل مؤسساتي أو نظام صناعي.